# Amoritisch
Het Amoritisch is een Semitische taal die werd gesproken in het begin van het tweede millennium v.Chr. door de Amorieten uit het Oude Nabije Oosten. Daar waar Amoritische heersers aan de macht kwamen, namen zij de cultuur over van de bestaande beschaving en zo ook de schrijftaal. Dit maakt dat er geen Amoritische documenten zijn overgeleverd en dat het Amoritisch slechts bekend is van Amoritische namen in Akkadische teksten.